# Carasses
|  | No s'ha de confondre amb Les Carasses |

Les Carasses són una festa popular típica en diferents localitats valencianes que consistix a disfressar-se i cobrir-se la cara amb una tela o una gasa pintada –o bé una màscara o careta– i desfilar pels carrers al so de la música de la dolçaina i el tabalet al ritme d'unes danses particulars. Durant el recorregut, els participants es dediquen a ballar i fer broma tant als veïns i veïnes de la població com als visitants.
La festa rep el nom de Carasses a Castalla i Petrer, Mucarasses a Onil i Tibi, Tapats a Ibi i Botargues a Ontinyent. També apareixen Màscares en les Danses del Rei Moro d'Agost.

## Història: origen i evolució
Es creu que les Carasses són d'origen pagà i que la tradició es remunta a l'edat mitjana. Antigament se celebraven en moments d'exaltació i alegria per a festejar i agrair a la mare natura, la Mare de Déu, el Crist, el Sant, etc., o les bones collites, entre d'altres. Així mateix, sembla que els balls podrien tindre també altres explicacions com ara ser l'intent dels jóvens de defugir les obligacions religioses i burlar-se'n. És per això que la celebració de les Carasses no era ben vista pels estaments oficials, que volien fer-les desaparéixer.
D'una banda, l'Església considerava que la bullícia que causava la festivitat no era compatible amb la serietat dels actes religiosos; de l'altra, es deia que la reducció de festes eliminaria la misèria, ja que evitaria les despeses que hi efectuaven els pobres, alhora que els permetria guanyar una major quantitat de jornals. A més d'eixes motivacions, se n'aportaven altres d'orde públic, ja que es deia que l'ambient festiu irritava els instints i propiciava disputes, insults, violència i, fins i tot, morts, tot de manera anònima.
A pesar de les prohibicions, la festa continua en l'actualitat. Hui dia, segons el municipi, pot formar part del carnaval, el Corpus, les festes patronals, etc. A més a més, la festa ha evolucionat de manera diferent en cada lloc, encara que tenen en comú tant el ball tradicional al so de la música de la dolçaina i el tabalet com la disfressa feta amb roba ampla i de colors cridaners, i la cara tapada. La següent secció fa referència a com se celebra i quins trets té en cada poble.

## Celebració i característiques per municipi

### Agost
Les Danses del Rei Moro comencen a Agost el 26 de desembre i acaben l'1 de gener. S'hi toca música de dolçaina i el tabalet, amb un ritme conegut com la Taranina.
Durant les celebracions es poden trobar Màscares, que són persones disfressades amb roba antiga i amb la cara coberta per una màscara de tela, i que ballen tots els dies excepte el Dia del Rei Moro i del d'Any Nou. A més, solen eixir en grup i es dediquen a provocar a la gent tirant farina, banyant la gent o tirant paperades (boles de paper que contenen caramels i dolços).

### Castalla
Cada any, els balls tradicionals valencians se celebren l'últim o penúltim cap de setmana del mes de setembre a la Plaça Major de Castalla, al so de la dolçaina i el tabalet. Són una tradició que manté el Grup de Danses i Cançons de Castalla, els quals s'encarreguen també de rescatar als personatges de les Carasses que, disfressats de manera rudimentària i amb la cara tapada, circulen de manera aleatòria mentre interrompen la dansa i animen el públic.

### Ibi
A Ibi estan presents els Tapats els dies de 28 i 30 de desembre, els quals formen part de Les Festes d'Hivern i participen el Primer i Segon Dia de Dansa al carrer de les Eres.
Els personatges estan representats per persones disfressades amb roba antiga farcida de coixins per a no ser reconeguts, i que sempre apareixen amb la cara tapada per una tela pintada (coixinera). És costum també afegir un plomall, un matamosques o un paraigua que usen per a saludar, molestar i cridar l'atenció mentre no parlen o ho fan amb veus distorsionades dient "No em coneixeràs". La tradició mana que si, en algun moment de la dansa, un Tapat és reconegut, s'ha de llevar la coixinera. Després de ballar les Folies, les dansades de Fadrins i Casats, tot el món que vol pot ballar la jota de la dansa, i per a fer això, els Tapats s'han de llevar obligatòriament la seua careta.

### Onil
Durant les festes de Moros i Cristians, celebrades entre el 22 d'abril i l'1 de maig, hi intervenen les Mucarasses, que són persones que es tapen la cara amb un llençol i visten amb roba vella, els quals ballen i fan que el públic es divertisca. La tradició familiar fa que es transmeta de generació en generació a pesar que, en la majoria de casos, es desconega públicament la identitat de les persones.

### Ontinyent
Durant la celebració del Carnestoltes a Ontinyent, a més de les habituals disfresses, algunes comparses del municipi de la Vall d'Albaida han recuperat els tradicionals Botargues, uns personatges que porten la cara tapada amb un llençol i van disfressats de manera grotesca.

### Petrer
Les Carasses se celebren a Petrer des del segle xvii, quan van ser portades per les famílies que hi van arribar de la Foia de Castalla, de Biar i d'alguns pobles de l'Alacantí per a repoblar el municipi després de l'expulsió dels moriscs. Així mateix, els primers documents escrits es remunten a l'any 1830, els quals estan relacionats amb esdeveniments religiosos, ja que se celebraven en coincidència amb festes litúrgiques. A més, cal destacar que, el 1962, les Carasses es van prohibir a Petrer i no van ser recuperades fins a l'arribada de la democràcia i el 1979 es van autoritzar per decret.
Se celebren els caps de setmana posteriors al 7 d'octubre dins de les Festes Majors. Tot comença quan l'Ajuntament anuncia La Dansa de les Carasses dies abans i el mateix dia de la festa, al migdia, els dolçainers l'anuncien en una cercavila que comença a la Plaça de Baix, un esdeveniment que es coneix com a Volta de Carasses. Després, al voltant de les cinc de la vesprada, la festa continua amb una altra cercavila que té el mateix recorregut i que aprofita per a arreplegar els participants. Quan arriben a la Plaça de l'Ajuntament els músics, seuen enfront de l'Església de Sant Bartomeu i toquen durant dues hores les melodies que fan ballar als participants mentres gasten bromes o critiquen, entre d'altres. Finalment, es duu a terme la darrera cercavila amb les últimes carasses que solen quedar, ja que les altres s'han retirat a poc a poc per a passar a ser espectadors i mantindre així el seu anonimat.

### Tibi
Les festivitats que envolten l'epifania a Tibi, les Danses de Reis, es realitzen a la Plaça d'Espanya i s'inicien el 6 de gener, encara que es repetixen els següents caps de setmana. Hi participen uns personatges amb la cara tapada i disfresses generalment florejades. Les danses de dolçaina i tabalet en ocasions són interrompudes pel públic, de manera que, a diferència de la resta de localitats, les Mucarasses de Tibi són les encarregades de protegir els ballarins i amb una corda allunyen els espectadors i els mantenen a distància.
Es tracta d'una tradició que es remunta segles arrere, però que ha perdut força a poc a poc. En l'actualitat, hi ha anys en què no hi apareixen i uns altres en què algun grup juvenil de 5 o 7 Mucarasses, amb l'objectiu de mantindre la tradició, s'encarrega d'interactuar amb el públic simulant que vetlen per la seguretat dels participants en les danses.

## Les cançons de dansa
Encara que la música de la dansa és instrumental, durant el festeig es canta sovint la lletra que el poble li ha aplicat a la melodia. Cada municipi té la seua pròpia lletra i, inclús dins de la mateixa localitat, pot haver-n'hi variants. N'és un exemple la següent, del municipi de Petrer (els dolçainers hi inclouen la part de la segona columna, mentre que la tercera fa referència al seu lloc d'origen):
| A ballar la dansa al carrer Major; a collir tomaques p'al senyor retor. Eixirà Lluïseta amb el mocador, espardenyes roges, vestit de crespó. | Ja tinc els morros lluents de tocar i no cobrar; fadrinetes de Petrer, no eixireu més a ballar. Més que s'empenyareu tots els currutacos de Petrer, no eixireu més a ballar si no em paguen al corrent. | De Petrer som, de Petrer. |